# 木星状星雲
木星状星雲（もくせいじょうせいうん、NGC 3242、Caldwell 59）は、うみへび座の惑星状星雲である。うみへび座μ星の約2度南に位置している。
ウィリアム・ハーシェルが1785年2月7日に発見した。「大きさといい、色といい、見え方といい、木星そっくりだ」と感想を述べたウィリアム・ヘンリー・スミスにより名付けられた。
ほぼ円形であるため低倍率では恒星のように見えるので、倍率を上げて見る必要がある。